# Cheers (Drink to That)
"Cheers (Drink to That)" là một bài hát của nữ ca sĩ người Barbados Rihanna nằm trong album phòng thu thứ năm của cô, Loud (2010). Bài hát này được sáng tác bởi The Runners gồm hai thành viên Andrew Harr, Jermaine Jackson, cùng với Stacy Barthe, Laura "LP" Pergolizzi, Corey Gibson, Chris Ivery và Rihanna. LP cho biết cô đã sáng tác ca khúc bằng ukulele, còn The Runners thì phụ trách toàn bộ khâu sản xuất cho ca khúc. Các nhà phê bình xếp "Cheers (Drink to That)" thuộc thể loại pop rock, reggae pha trộn với các yếu tố nhạc rock. Đây là một bài hát tiệc tùng kể về những thú vui chơi vào cuối tuần, với đoạn điệp khúc "yeah-e-yeah" được sample từ một bài hát của Avril Lavigne, "I'm with You" (2002). Tại Hoa Kỳ, hãng đĩa Def Jam Recordings phát hành "Cheers (Drink to That)" lên đài phát thanh hit đương đại và rhythmic đương đại vào ngày 2 tháng 8 năm 2011, trở thành đĩa đơn thứ bảy và là đĩa đơn cuối cùng trích từ Loud.
"Cheers (Drink to That)" nhận về những nhận xét nhìn chung là tích cực từ giới chuyên môn âm nhạc và được tôn vinh là một thánh ca. Họ ca ngợi nội dung ca từ, cách phối khí sample đầy sôi động của "Cheers (Drink to That)" và cho rằng ca khúc này xứng đáng là một bài hát biểu tượng của Rihanna. Tuy nhiên, một số cây bút từng chỉ trích đoạn sample và phần âm nhạc "Cheers (Drink to That)" là không phù hợp với phong cách của Rihanna. Nhiều nhà xuất bản truyền thông cũng từng xếp "Cheers (Drink to That)" vào nhiều danh sách bài hát hàng đầu khác nhau. Tại Hoa Kỳ, đĩa đơn vươn lên hạng 7, trở thành ca khúc thứ tư trong Loud cũng như ca khúc thứ 19 của Rihanna lọt vào top 10 bảng xếp hạng Billboard Hot 100. "Cheers (Drink to That)" còn dẫn đầu ở Lebanon, lọt vào top 10 ở Úc, Canada và New Zealand. Bài hát được chứng nhận đĩa Bạch kim ở các quốc gia Úc, New Zealand và Hoa Kỳ.
Video âm nhạc của "Cheers (Drink to That)" do Evan Rogers và Ciara Pardo phụ trách đạo diễn, chủ yếu là những đoạn phim quay cảnh Rihanna thực hiện lưu diễn trong chuyến lưu diễn Loud Tour (2011) và tận hưởng nhiều hoạt động vui chơi khác nhau trong lúc trở về quê hương Barbados. Các nghệ sĩ đại chúng như Lavigne, Jay-Z, Kanye West và CeeLo Green đều góp mặt trong video. Nhiều ấn phẩm hoan nghênh video "Cheers (Drink to That)" nhờ vào phong cách ghi hình nhật ký hành trình, cùng ý tưởng sự đối lập giữa cuộc sống người nổi tiếng và hoạt động bình dị đời thường của Rihanna. "Cheers (Drink to That)" từng được Rihanna biểu diễn trong Loud Tour, hai lễ hội V Festival và Rock in Rio trong năm 2011. Bài hát từng được Nick Cannon remix và sử dụng trong một tập phim Smash của đài NBC.

## Bối cảnh
Đầu năm 2010, Rihanna trở thành giám đốc sản xuất cho album phòng thu thứ năm, Loud. Cô thực hiện thu âm album tại các thành phố Paris, New York và Los Angeles trong lúc vẫn còn đi lưu diễn. Rihanna từng tổ chức một đội ngũ nhạc sĩ tại California để sáng tác khoảng 200 bài hát cho Loud. Đến cuối cùng, "Cheers (Drink to That)" trở thành một trong 11 bài hát được chọn đưa vào album mới. Trước khi Loud ra mắt, từ cuối tháng 9 năm 2010, tờ Just Jared đưa tin hé lộ rằng một bài hát của Rihanna có sample ca khúc "I'm with You" nằm trong album đầu tay Let Go (2002) của nữ ca sĩ người Canada Avril Lavigne. Phỏng vấn với MTV, Rihanna cho rằng "Cheers (Drink to That)" là bài hát mà cô yêu thích trong Loud: "[Cheers] khiến cho bạn cảm thấy hân hoan ... [Bài hát đó] mang đến cho bạn cảm xúc tuyệt vời trong lòng, như làm bạn muốn ra ngoài và uống rượu ... Mọi người đều nóng lòng cho dịp cuối tuần." Trên Entertainment Weekly, Lavigne phát biểu rằng cô cảm thấy hào hứng khi bài hát của cô được Rihanna chọn sample.
"Cheers (Drink to That)" được sáng tác bởi bộ đôi nhà sản xuất hip hop The Runners gồm hai thành viên Andrew Harr và Jermaine Jackson, cùng với Stacey Barthe, Laura "LP" Pergolizzi, Corey Gibson, Chris Ivery và Rihanna. Phần ghi công trong ghi chú album Loud có thêm Lavigne, Lauren Christy, Scott Spock và Graham Edwards ở mục sáng tác do bài hát sử dụng sample "I'm with You". Mặc dù Lavigne góp giọng trong "Cheers (Drink to That)" nhờ vào đoạn sample nhưng cô không xuất hiện dưới tên hợp tác. Rihanna giải thích tại sao Lavigne không tham gia tái thu âm giọng hát trong "Cheers (Drink to That)" mà đi sử dụng sample rằng là do đoạn sample đã được các nhà sản xuất âm nhạc nhúng sẵn vào đoạn nhạc nền trước khi cô đưa ra yêu cầu. Makeba Riddick sản xuất phần giọng hát, còn khâu phối khí và sản xuất âm nhạc hoàn toàn do The Runners đảm nhận. Kỹ sư Marcos Tovar phụ trách thu âm giọng hát và trộn nhạc "Cheers (Drink to That)" tại Westlake Recording Studios ở West Hollywood, California, còn Jeff "Supa Jeff" Villanueva thì thu âm phần nhạc cho bài hát tại EastWest Studios, Hollywood, California.
Về quá trình thực hiện, LP từng góp mặt trong "doanh trại" để sáng tác "Cheers (Drink to That)" cùng Rihanna, The Runners, và đảm nhận khâu demo cho bài hát. LP tiết lộ cô sáng tác "Cheers (Drink to That)" tại phòng thu bằng ukulele "thương hiệu Hawaii rẻ tiền", và từ đó chọn ukulele làm nhạc cụ đặc trưng của mình. Nữ nhạc sĩ cho rằng nhờ ukulele mà cô không cần phải bật nhạc nền liên tục trong khi viết lời bài hát. LP bày tỏ phấn khích trước phiên bản cuối cùng của "Cheers (Drink to That)" và nói với The Independent rằng mặc dù Rihanna đã thêm một số "chủ nghĩa Rihanna" của nữ ca sĩ vào một vài chỗ, nhưng kết quả về cơ bản vẫn giống hệt bản demo mà cô đã thu âm.

## Nhạc và lời

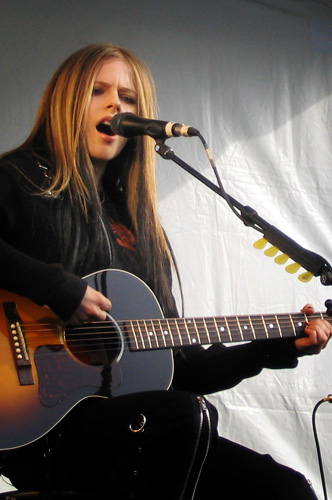
"Cheers (Drink to That)" được lấy sample từ "I'm with You" của Avril Lavigne (hình).

Các nhà phê bình phân loại "Cheers (Drink to That)" là một bài hát thuộc thể loại pop rock và reggae. Ca khúc còn có sự trộn lẫn của yếu tố thể loại R&B, rock đồng quê, arena rock và bounce. Tác giả Chloe Govan so sánh sự kết hợp nhiều thể loại bên trong "Cheers (Drink to That)" với video âm nhạc "Black or White" (1991) của nam ca sĩ người Mỹ Michael Jackson. Nhà phê bình Douglas Wolk trên Fuse cho rằng các nhịp bounce trong bài hát gợi liên tưởng đến ca khúc "Ignition (Remix)" (2002) của nam ca sĩ người Mỹ R. Kelly. Về mặt âm thanh, "Cheers (Drink to That)" được phối khí bằng nhạc cụ synthesizer nặng nề và chứa đựng groove guitar sôi động và khơi gợi cảm giác hòn đảo tại Barbados. Jon Falcone của MusicOMH cảm nhận bài hát có chứa nhịp loop với tiếng hò reo của đám đông.
Theo bản phổ nhạc do Universal Music Publishing Group đăng tải trên Musicnotes.com, "Cheers (Drink to That)" là một bài hát sử dụng hợp âm gốc Mi trưởng với tiết tấu hip hop vừa phải. Khoảng âm vực giọng hát của người thể hiện kéo dài từ nốt trầm nhất là E3 đến nốt cao nhất là C♯5. Margaret Farrell của Stereogum nhận thấy Rihanna thể hiện bằng chất giọng nặng trĩu như đã uống rượu whiskey. Khi đó, nữ ca sĩ sẵn sàng đón nhận tự do và chủ nghĩa khoái lạc mà không phủ nhận hai thứ này luôn luôn tồn tại song song với những chông gai của cuộc sống. Về phần lời, "Cheers (Drink to That)" là một bài hát tiệc tùng hoặc tửu ca thông qua những ca từ: "Life's too short to be sittin' around miserable / People are gonna talk whether you're doin' bad or good [...] Don't let the bastards get you down / Turn it around with another round." Trong đó, câu hát "Don't let the bastards get you down" được lấy từ hình in trên chiếc cốc mà người cha quá cố của LP thường hay dùng để uống cà phê.
Xuyên suốt "Cheers (Drink to That)" là những tiếng "yeah-e-yeah" của Lavigne ở đoạn điệp khúc sample từ "I'm with You". Kim Gillespie từ Rotorua Daily Post cảm nhận sự đối nghịch về mặt cảm xúc ở phân đoạn sample, khi phiên bản gốc của Lavigne nghe rất "buồn bã chán nản" nhưng lại trở nên "sung sướng tột độ" khi được sử dụng sample trên ca khúc của Rihanna. Wolk bảo rằng sự lặp lại liên tiếp "yeah-e-yeah" có nét tương tự với lời "ella ella" trong "Umbrella" và phong cách đánh vần "M M M" trong "S&M", qua đó thể hiện tính đặc trưng trong âm nhạc của Rihanna. Nữ ca sĩ người Barbados thừa nhận với MTV rằng nếu không có giọng sample quan trọng của Lavigne thì cả mạch cảm xúc của "Cheers (Drink to That)" sẽ bị thay đổi.
Wolk nhìn nhận câu hát "Got a drink on my mind and my mind on my money" là cách nói lái theo đoạn điệp khúc "got my mind on my money and my money on my mind" trong bản rap "Gin and Juice" (1994) của nam rapper người Mỹ Snoop Dogg. Nhà phê bình còn để ý "I'm feelin' hella cool tonight" có nguồn gốc từ "Hella Good" (2002) của ban nhạc rock người Mỹ No Doubt, còn "downward spiral" thì từ tên một album và một bài hát năm 1994 của ban nhạc industrial rock người Mỹ Nine Inch Nails. Phần lời của "Cheers (Drink to That)" còn đề cập đến thương hiệu kính râm cao cấp Ray-Ban, rượu Whiskey từ Ireland, Jameson, và ám chỉ bộ phim hài Mỹ Coyote Ugly (2000). Một số từ ngữ thô tục trong bài hát đã được kiểm duyệt một phần. Theo Ryan Dombal trên Pitchfork, lời bài hát của "Cheers (Drink to That)" tóm tắt cảm xúc chung của Loud, một album nằm ngoài suy đoán của báo giới so với bản phát hành trước đó của Rihanna, Rated R (2009).

## Đánh giá chuyên môn
"Cheers (Drink to That)" nhận về những đánh giá nhìn chung là tích cực từ giới phê bình âm nhạc. Nhiều ấn phẩm gọi đây là một thánh ca của nhiều chủ đề như uống rượu, tiệc tùng và thời điểm bắt đầu ngày cuối tuần. Steve Jones của USA Today khuyến khích nên tải về "Cheers (Drink to That)" sau khi đánh giá Loud. Nhà báo Mark Savage của BBC News cảm nhận ý đồ của Rihanna là muốn dành tặng một bài hát cho "tất cả những người nghiện rượu trên thế giới". Anh cho biết "Cheers (Drink to That)" rất thích hợp để vừa thưởng thức vừa đi chơi đêm ở khắp hàng quán bên phố nhỏ. Trên tờ The New York Times, Jon Pareles nhận xét rằng ca khúc được sáng tác là để cho mọi người hát theo trong quán bar. Leah Greenblatt đến từ Entertainment Weekly ca ngợi "Cheers (Drink to That)" là một bản nhạc T.G.I.F. tiệc tùng sôi động nhờ vào đoạn sample nhạc của Lavigne. Amy Sciarretto của PopCrush dành cho "Cheers (Drink to That)" 4 trên 5 sao và khen ngợi lối sáng tác cuốn hút. Cô nhận xét rằng bài hát này truyền tải được giai điệu đảo nhiệt đới mà Rihanna khám phá trong Loud và gợi nhớ đến thời thơ ấu của nữ ca sĩ ở Barbados.
Trong bài đánh giá chi tiết "S&M", Tom Breihan của Stereogum tiện thể chấm ca khúc 10 điểm và gọi đây là một kết thúc đắc thắng cho chu kỳ album Loud. Thomas Conner viết cho Chicago Sun-Times bảo rằng "Cheers (Drink to That)" là bài hát xuất sắc nhất album và đồng thời là "một bài ca ngợi khôn ngoan, chán đời của một cô gái ở quán bar từng gặp phải một số chuyện, rồi sau đó buông xuôi mặc kệ và muốn bao cho mọi người một chầu rượu trái cây." Nhà báo Micah Walker bên phía USA Today đánh giá cao lời bài hát "Cheers (Drink to That)" có khả năng "vang vọng [...] vào thứ Sáu khi mọi người kéo đến quầy bar để ăn mừng ngày quốc tế bia." "Cheers (Drink to That)" góp mặt trong danh sách bài tửu ca xuất sắc nhất theo Esquire, Uproxx (thứ 2 trong danh sách bài hát uống rượu whiskey), American Songwriter (thứ 3), NME (thứ 9) và Billboard (thứ 10). The Boombox xếp bài hát ở hàng 13 trong danh sách ca khúc reggae xuất sắc nhất sự nghiệp của Rihanna. "Cheers (Drink to That)" còn được xếp vào trong danh sách ca khúc xuất sắc nhất của Rihanna theo Popdust (thứ 8), The Tab (thứ 20), The Guardian (thứ 30) và Pitchfork (thứ 36).
Ở những bài đánh giá trái chiều, Chris Richards của báo The Washington Post chỉ trích "Cheers (Drink to That)" là một bài hát kém trong sự nghiệp của Rihanna và bảo rằng ca khúc này như thể đang quảng cáo cho Jameson. Cây viết Ryan Burleson từ Consequence of Sound cho rằng "Cheers (Drink to That)" đang bắt chước theo phong cách của ca sĩ kiêm nhạc sĩ sáng tác bài hát người Mỹ Pink và chỉ đóng vai trò lấp đầy album Loud. Trên Contactmusic.com, Nima Baniamer tuy cảm thấy âm thanh hò reo của đám đông độc đáo nhưng cô chỉ trích yếu tố này đã làm giảm giá trị của bài hát. Stacey Anderson chấp bút cho tạp chí Spin phê bình đoạn sample và giai điệu do The Runners sản xuất hoàn toàn không hợp với phong cách thể hiện mạnh mẽ của Rihanna ở các phân khúc trong bài hát.
Nhà báo Ben Rayner của Toronto Star bảo rằng một ca khúc thể hiện bằng giọng thứ u ám như "Cheers (Drink to That)" đã bị làm hỏng bởi chính "những đoạn sample vô nghĩa của [Lavigne] [...] dẫn đến sinh viên đại học sẽ uống rượu vô trách nhiệm trong nhiều năm tới." Tác giả August Brown của tờ Los Angeles Times thì cho rằng dù "Cheers (Drink to That)" có sôi động và mạnh mẽ đến đâu, bài hát này lại là "một khúc cua quá khó so với Rated R đến mức trông chẳng khác gì một bản hiệu chỉnh hình ảnh." Eliza Thompson chỉ đơn giản bày tỏ khó chịu với ca khúc trên tạp chí Cosmopolitan, còn cây bút Mike Doherty trực thuộc National Post thì chê bai "Cheers (Drink to That)" tẻ nhạt so với những gì bài hát muốn thể hiện.

## Phát hành và diễn biến thương mại
Ban đầu, Rihanna dự định sẽ chọn "Cheers (Drink to That)" làm đĩa đơn thứ tư tại Hoa Kỳ, song cô đã chọn "S&M" vì người hâm mộ thực sự rất muốn cô phát hành nó cũng như họ thích sự tranh cãi xoay quanh ca khúc. Rihanna từng mở một cuộc thăm dò vào ngày 1 tháng 3 năm 2011 trước 3,7 triệu người theo dõi trên Twitter và nhờ họ giúp cô lựa chọn đĩa đơn tiếp theo cho Loud. Sau nhiều lời đề nghị từ giới mộ điệu, Rihanna thu hẹp lựa chọn xuống còn bốn bài hát: "Man Down", "California King Bed", "Cheers (Drink to That)" và "Fading". Hai đĩa đơn "Man Down" và "California King Bed" được phát hành vào lần lượt các ngày 3 và 13 tháng 5 năm 2011. Đến tháng 7 năm 2011, Rihanna đăng tải ảnh bìa và công bố "Cheers (Drink to That)" là đĩa đơn tiếp theo của Loud qua trang cá nhân Twitter chính thức của cô. Rihanna còn tweet với blogger Perez Hilton rằng "bài hát yêu thích" của anh trong Loud sẽ được phát hành. Qua đó, "Cheers (Drink to That)" trở thành đĩa đơn thứ sáu trên thế giới, đĩa đơn thứ bảy tại Hoa Kỳ, và là đĩa đơn cuối cùng được phát hành từ Loud.
Ngày 2 tháng 8 năm 2011, "Cheers (Drink to That)" được hãng đĩa Def Jam Recordings gửi lên đài phát thanh hit đương đại và rhythmic đương đại Hoa Kỳ. Sau đó, bài hát ra mắt trên bảng xếp hạng Billboard Hot 100 ở vị trí thứ 91, và nhảy lên hạng 50 vào tuần kế tiếp. Giữa tháng 9 năm 2011, "Cheers (Drink to That)" tiến vào top 10 của Hot 100, trở thành ca khúc thứ tư trong Loud cũng như ca khúc thứ 19 của Rihanna làm được thành tích này. Đến tuần lễ ngày 8 tháng 10 năm 2011, "Cheers (Drink to That)" đạt hạng cao nhất ở vị trí thứ 7. Ngày 30 tháng 6 năm 2015, Hiệp hội Công nghiệp Ghi âm Hoa Kỳ (RIAA) chứng nhận cho bài hát đĩa Bạch kim kép nhờ hai triệu bản thuần được tiêu thụ. Billboard xếp ca khúc ở hạng 77 trong danh sách xếp hạng Hot 100 cuối năm 2011. Ở Canada, "Cheers (Drink to That)" đạt hạng 6 trên bảng xếp hạng Canadian Hot 100.
Phía bên Úc, "Cheers (Drink to That)" ra mắt ở hạng 46 trên bảng xếp hạng ARIA Charts tuần lễ ngày 14 tháng 8 năm 2011, và đạt cao nhất ở hạng 6 trong tuần thứ 7 trụ hạng. Ca khúc được Hiệp hội Công nghiệp ghi âm Úc chứng nhận đĩa 3× Bạch kim tương đương 210.000 bản thuần tiêu thụ. Tại New Zealand, "Cheers (Drink to That)" ra mắt ở hạng 14 trên bảng xếp hạng Recorded Music NZ vào ngày 8 tháng 8 năm 2011 và vươn lên vị trí cao nhất là hạng 5 vào tuần lễ kế tiếp. Bài hát được chứng nhận đĩa Bạch kim ở quốc gia này. Tại Anh Quốc, "Cheers (Drink to That)" vươn lên hạng 4 trên bảng xếp hạng UK R&B Chart, đạt hạng 15 trên bảng xếp hạng UK Singles Chart và được British Phonographic Industry chứng nhận đĩa Vàng vào năm 2023. Ca khúc đạt hạng 16 trên bảng xếp hạng Irish Singles Chart tại Ireland, và vươn lên dẫn đầu bảng xếp hạng âm nhạc tại Lebanon.

## Video âm nhạc

### Bối cảnh và nội dung
Trong khuôn khổ chuyến lưu diễn Loud Tour diễn ra tại Kensington Oval, Barbados vào đêm ngày 5 tháng 8 năm 2011, Rihanna thông báo rằng chương trình ngày hôm đó đã được ghi hình lại nhằm phát hành làm video âm nhạc cho "Cheers (Drink to That)". Video còn có thêm cảnh quay Rihanna trong lúc trở về quê nhà cũng như một số đoạn ghi hình nữ ca sĩ biểu diễn ở chặng Bắc Mỹ. Thông qua tài khoản chính thức trên Twitter, Rihanna trả lời một người hâm mộ rằng video sẽ được phát hành vào ngày 24 tháng 8 năm 2011 trên iTunes. Tuy nhiên trên thực tế, video "Cheers (Drink to That)" được phát hành vào ngày hôm sau, ngày 25 tháng 8 năm 2011. Một đoạn video nhá hàng thời lượng 15 giây được đăng tải trước buổi công chiếu, trong đó gồm cảnh Rihanna trang điểm trước khi lên sân khẩu, hình ảnh người hâm mộ hô vang tên cô và pháo hoa được bắn lên bầu trời đêm. Những hình ảnh đại diện quốc gia Barbados trong video âm nhạc "Cheers (Drink to That)" là một phần của bản thỏa thuận năm 2011 giữa Rihanna với Cơ quan Du lịch Barbados (BTA).
Video âm nhạc "Cheers (Drink to That)" do Evan Rogers và Ciara Pardo phụ trách đạo diễn. Mở đầu là cảnh những người hâm mộ của Rihanna hô lên tên nữ ca sĩ trước khi buổi lưu diễn Loud Tour bắt đầu. Tại hậu trường, Rihanna bước chân vào phòng thay đồ và thực hiện trang điểm. Sau phân cảnh pháo hoa bùng nổ trên bầu trời là cảnh quay Rihanna trở về quê hương và thưởng thức đồ uống tại quán bar. Phần nhạc bắt đầu và video chiếu các cảnh Rihanna diện nhiều bộ trang phục từ Loud Tour, cùng với các phân đoạn khán giả dưới sân khấu vừa nhảy nhót vừa hát theo. Video chuyển sang cảnh Rihanna đang giơ máy quay cầm tay lên để ghi hình chính bản thân cô, mọi người và hậu trường lưu diễn. Lavigne xuất hiện trong video này. Nữ ca sĩ pop punk khi đó đang ngồi trên chiếc ván, giơ ly nước lên và sau đó trượt xuống hồ bơi. Những cảnh quay Rihanna sử dụng máy bay phản lực riêng, tránh né các tay săn ảnh và tham gia ngày Kadooment của Barbados cũng được chiếu xen kẽ xuyên suốt video. Jay-Z, Kanye West và CeeLo Green cũng xuất hiện trong nhiều phân đoạn của video. Jay-Z và West là hai khách mời đặc biệt của Rihanna trong một số buổi diễn Loud Tour, còn Green thì từng là nghệ sĩ mở màn ở chặng Bắc Mỹ nhưng anh quyết định rời khỏi sớm do vướng bận công việc cá nhân.

### Đón nhận
Sau khi phát hành, video âm nhạc của "Cheers (Drink to That)" nhận về sự hoan nghênh từ các tác giả. Học giả Lia T. Bascomb cảm nhận video âm nhạc "Cheers (Drink to That)" là một sự giao thoa giữa "hào nhoáng, điên rồ của [Rihanna] với sự yên bình của trải nghiệm lý tưởng ở Barbados." Leah Greenblatt và Melissa Maerz từ Entertainment Weekly chấm video ca nhạc "Cheers (Drink to That)" điểm A- nhờ vào ý tưởng nhật ký hành trình xen kẽ giữa việc lưu diễn và trở về quê hương, cũng như Rihanna thể hiện "bức chân dung ngọt ngào, ngớ ngẩn của một siêu sao toàn cầu nhưng vẫn chỉ là một cô gái ham thích vui chơi." Sáng lập viên Devin Lazerine của Rap-Up ca ngợi video là một "cú bùng nổ trong ly rượu". Theo cây bút Giovanna Falcone của Popdash, video âm nhạc cho thấy "Rihanna đùa giỡn với bạn bè và gia đình, trên sân khấu và yêu đời, bạn không thể không mỉm cười trong suốt thời gian đó."
Robbie Daw của Idolator cảm nhận video ca nhạc "Cheers (Drink to That)" trông giống như "một đêm tiệc tùng say sưa". Rolling Stone cũng bình luận rằng video cho thấy Rihanna đang trong tâm trạng ăn mừng "thích hợp", chủ yếu là cảnh nữ ca sĩ tiệc tùng ở hậu trường với bạn bè và những người công chúng khác. Sarah Maloy của Billboard nói rằng video lần này không có hiệu ứng đặc biệt, cốt truyện và không có khả năng bị kiện như video "S&M" khi nội dung chỉ diễn tả cuộc sống bình thường của Rihanna. Tạp chí OK! phát biểu rằng việc Rihanna mời Lavigne tham gia vào video âm nhạc của "Cheers (Drink to That)" góp phần đưa ca khúc trở thành bản thánh ca của mọi người kỳ ngày lễ ngân hàng. Brad Wete của Entertainment Weekly thì chỉ bình luận rằng: "Đã đến giờ tiệc tùng rồi, mọi người! Và đó chính xác là những gì video thể hiện."
Với việc video "Cheers (Drink to That)" xuất hiện nhiều đồng nghiệp và người hợp tác cùng Rihanna, nhà báo Leah Collins thuộc The Vancouver Sun bảo rằng nữ ca sĩ đang cho thấy cô sở hữu nhiều bạn bè hơn kiểu tóc, thứ mà cứ mỗi 5 giây trôi qua là lại thay đổi trong video." William Goodman từ Spin nhận xét rằng video "Cheers (Drink to That)" đã chứng minh tuy Rihanna có cuộc sống đầy quyến rũ nhưng trong thâm tâm của nữ ca sĩ, cô chỉ là một cô gái tiệc tùng tại quê nhà. Ở phân cảnh nâng ly trong video, Rebecca Ford của The Hollywood Reporter cho biết Rihanna đang ngỏ lời cảm ơn những khán giả và người hâm mộ vì đã luôn ủng hộ cô. Tom Breihan của Stereogum tuy cảm thấy thú vị trước video được dàn dựng theo phong cách hành trình nhưng anh vẫn chỉ trích sự lười biếng và thiếu đầu tư trong đó. Breihan còn cho rằng Rihanna lựa chọn thời điểm phát hành không thích hợp, khi bên bờ Đông Hoa Kỳ đang chuẩn bị cho mùa bão kéo đến.

## Biểu diễn trực tiếp và sử dụng

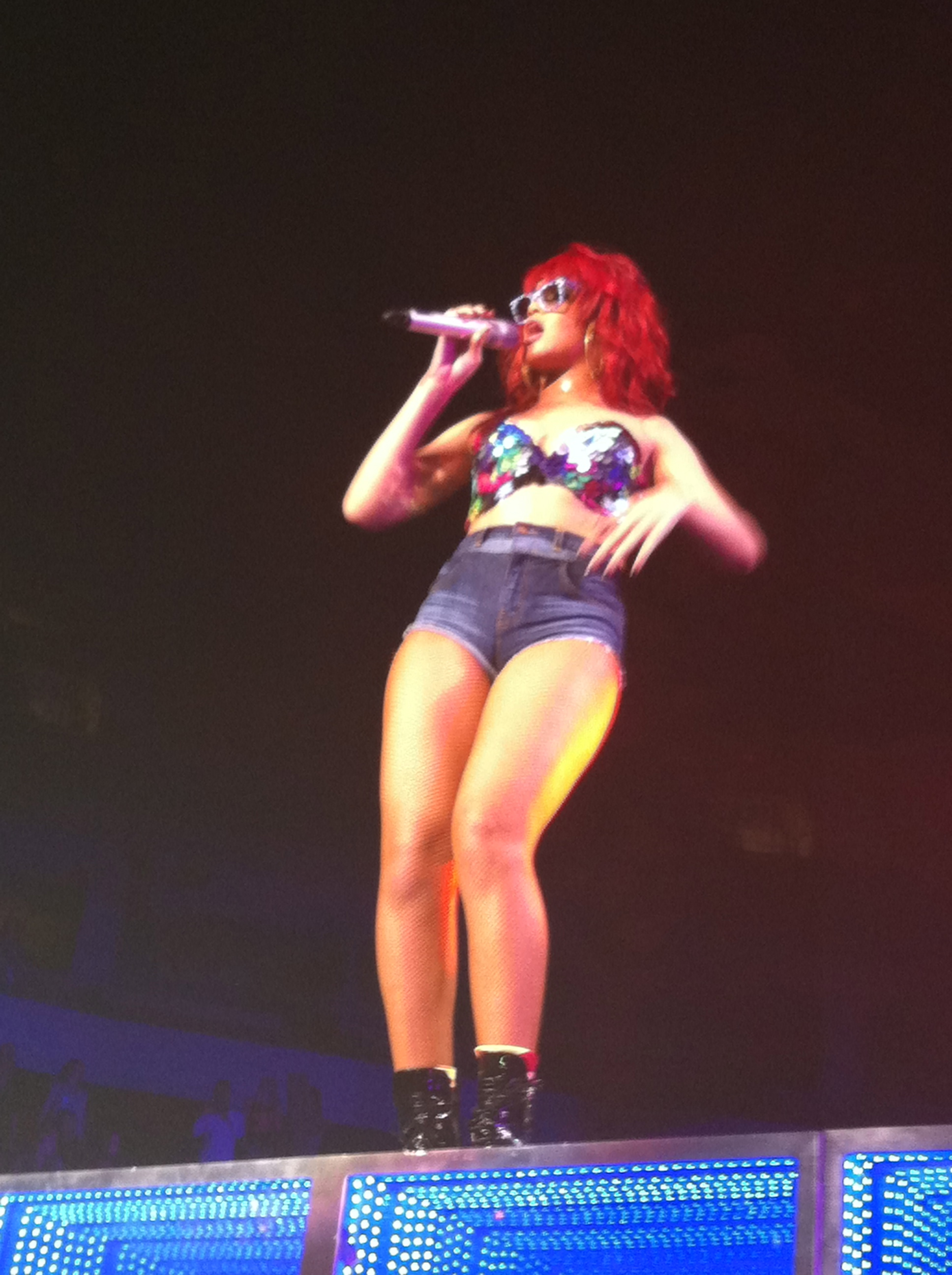
Rihanna biểu diễn "Cheers (Drink to That)" tại Loud Tour.

"Cheers (Drink to That)" xuất hiện trong danh sách tiết mục trong chuyến lưu diễn Loud Tour (2011) ở đa số đêm diễn, ngoại trừ các chặng tại Toronto, Montreal, Chicago, Winnipeg, Anaheim và Philadelphia nơi Rihanna trình diễn "Fading" theo lựa chọn từ khán giả. Trước khi bắt đầu biểu diễn "Cheers (Drink to That)", Rihanna phát biểu đôi lời với khán giả, rồi sau đó nữ ca sĩ uống một ly rượu. Kitty Empire của tờ The Observer nhận xét rằng "Cheers" là một tiết mục điểm nhấn vì màn trình diễn này của Rihanna có thể khiến đám đông đang vui vẻ phía dưới sân khấu trở nên ấm áp và mơ hồ hơn, tựa như tác dụng của bia rượu. Rihanna từng biểu diễn "Cheers (Drink to That)" cho V Festival tại Weston Park, diễn ra vào tháng 8 năm 2011. Tại đây, người hâm mộ phản ứng trái chiều vì cô tập trung biểu diễn rất tốt nhưng không tương tác nhiều với họ. Ngày 23 tháng 9 năm 2011, Rihanna góp mặt trong đêm đầu tiên của lễ hội Rock in Rio và trình diễn "Cheers (Drink to That)". Nam rapper người Mỹ Nick Cannon từng phát hành phiên bản remix "Cheers (Drink to That)" vào ngày 29 tháng 9 năm 2011. Bài hát xuất hiện trong tập 9 của loạt phim truyền hình nhạc kịch Mỹ, Smash, công chiếu trên đài NBC vào ngày 2 tháng 4 năm 2012.

## Đội ngũ sản xuất
Thông tin phần ghi công được lấy từ phần ghi chú của Loud.
Địa điểm
- Thu âm giọng hát và trộn nhạc – Westlake Recording Studios, West Hollywood, California.
- Thu âm phần nhạc – EastWest Studios, Hollywood, California.

Đội ngũ
| - Sáng tác – Andrew Harr, Jermaine Jackson, Stacy Barthe, Laura "LP" Pergolizzi, Corey Gibson, Chris Ivery, Lauren Christy, Graham Edwards, Avril Lavigne, Robyn Fenty, Scott Spock - Sản xuất – The Runners - Thu âm phần nhạc – Jeff "Supa Jeff" Villanueva - Hỗ trợ thu âm phần nhạc – Ben O'Neill | - Sản xuất giọng hát – Makeba Riddick - Thu âm giọng hát và trộn nhạc – Marcos Tovar - Hỗ trợ thu âm giọng hát – Antonio Resendiz, Inaam Haq, Dane Liska, Brad Shea - Hỗ trợ trộn nhạc – Bobby Campbell - Giọng hát bè – Stacy Barthe, LP |

## Bảng xếp hạng
| Bảng xếp hạng (2011)                     | Vị trí cao nhất |
| ---------------------------------------- | --------------- |
| Úc (ARIA)                                | 6               |
| Bỉ (Ultratip Flanders)                   | 12              |
| Bỉ (Ultratip Wallonia)                   | 15              |
| Brasil (Billboard Brasil Hot 100)        | 62              |
| Brasil Hot Pop Songs                     | 26              |
| Canada (Canadian Hot 100)                | 6               |
| Cộng hòa Séc (Rádio Top 100)             | 50              |
| Pháp (SNEP)                              | 64              |
| Ireland (IRMA)                           | 16              |
| Lebanon (OLT20)                          | 1               |
| New Zealand (Recorded Music NZ)          | 5               |
| Scotland (OCC)                           | 14              |
| Slovakia (Rádio Top 100)                 | 17              |
| Thụy Sĩ (Schweizer Hitparade)            | 66              |
| Anh Quốc R&B (OCC)                       | 4               |
| Anh Quốc (OCC)                           | 15              |
| Hoa Kỳ Billboard Hot 100                 | 7               |
| Hoa Kỳ Adult Pop Airplay (Billboard)     | 34              |
| Hoa Kỳ Hot R&B/Hip-Hop Songs (Billboard) | 74              |
| Hoa Kỳ Pop Airplay (Billboard)           | 11              |
| Hoa Kỳ Rhythmic (Billboard)              | 6               |

| Bảng xếp hạng (2011)            | Vị trí |
| ------------------------------- | ------ |
| Úc (ARIA)                       | 41     |
| New Zealand (Recorded Music NZ) | 30     |
| Anh Quốc (OCC)                  | 128    |
| Hoa Kỳ Billboard Hot 100        | 77     |

## Chứng nhận
| Quốc gia                                                                                             | Chứng nhận  | Số đơn vị/doanh số chứng nhận |
| --- | ----------- | ----------------------------- |
| Úc (ARIA)                                                                                            | 3× Bạch kim | 210.000‡                      |
| New Zealand (RMNZ)                                                                                   | Bạch kim    | 15.000*                       |
| Thụy Điển (GLF)                                                                                      | Vàng        | 10.000‡                       |
| Anh Quốc (BPI)                                                                                       | Vàng        | 400.000‡                      |
| Hoa Kỳ (RIAA)                                                                                        | 2× Bạch kim | 2.000.000‡                    |
| * Chứng nhận dựa theo doanh số tiêu thụ. ‡ Chứng nhận dựa theo doanh số tiêu thụ và phát trực tuyến. |             |                               |